# Askalafos
Askalafos (starořecky Ἀσκάλαφος) je postava z řecké mytologie, podsvětní démon, syn Acherona, říčního boha podsvětí. Jeho matkou byla podle Ovidiových Proměn podsvětní nymfa Orfné, Apollódoros uvádí jako matku Gorgyru.
Persefona, kterou unesl Hádés, se procházela v zahradách podsvětí, a Askalafos jako jediný viděl, jak jí ze semen granátového jablka. Tím ztratila jedinou šanci vrátit se do horního světa – to bylo možné pouze tehdy, pokud člověk v podsvětí žádné jídlo nejedl. Askafalos to prozradil Hádovi. Za trest prý Persefonina matka Déméter zavalila Askalafa velkým kamenem. Ten sice později Hérakles odvalil stranou, ale Askalafos přesto trestu neunikl: Persefone ho proměnila v sovu.
Podle Ovidia ale Persefona nabrala vodu hned, když ji Askafalos prozradil, pokropila ho a on se změnil v sovu (s tím souvisí v moderní zoologii i taxonomický název Bubo ascalaphus – výr bledý).